# 2 Samuel 19
2 Samuel 19 es el decimonoveno capítulo del Segundo Libro de Samuel en el Antiguo Testamento de la Biblia cristiana o la primera parte de los Libros de Samuel en la Biblia hebrea. Según la tradición judía, el libro se atribuyó al profeta Samuel, con adiciones de los profetas Gad y Natán, pero muchos eruditos modernos lo ven como una composición de varios textos independientes de diversas épocas, desde el 630-540 a. C. aproximadamente.  Este capítulo contiene el relato del reinado de David en Jerusalén. Esto se encuentra dentro de una sección que comprende 2 Samuel 9-20 y continúa hasta 1 Reyes 1-2, que tratan de las luchas de poder entre los hijos de David para sucederle en el trono hasta que «el reino quedó establecido en manos de Salomón» (1 Reyes 2:46).

## Texto
Este capítulo fue escrito originalmente en el idioma hebreo. Está dividido en 43 versículos.

### Testigos textuales
Algunos manuscritos antiguos que contienen el texto de este capítulo en hebreo son de la tradición del Texto Masorético, que incluye el Códice de El Cairo (895), el Códice de Alepo (siglo X) y el Códice de Leningrado (1008). Se encontraron fragmentos que contienen partes de este capítulo en hebreo entre los Rollos del Mar Muerto, incluido el 4Q51 (4QSama; 100-50 a. C.) con los versículos 3-4, 9-10 y 12 existentes.
Entre los manuscritos antiguos existentes de una traducción al griego koiné conocida como la Septuaginta (originalmente realizada en los últimos siglos a. C.) se encuentran el Códice Vaticano (B; {\displaystyle \ ara{G}}B; siglo IV) y el Códice Alejandrino (A; {\displaystyle \ ara{G}}A; siglo V).

## Análisis
La historia de la rebelión de Absalón puede observarse como cinco episodios consecutivos:
A. La huida de David de Jerusalén (15:13-16:14)
B. El victorioso Absalón y sus consejeros (16:15-17:14)
C. David llega a Mahanaim (17:15-29)
B'. La rebelión es aplastada y Absalón es ejecutado (18:1-19:8abc)
A'. El regreso de David a Jerusalén (19:8d-20:3)
El papel de Dios parece estar subestimado en todos los acontecimientos, pero se revela en un detalle aparentemente insignificante: «el cruce del río Jordán». La raíz hebrea de la palabra' 'br, «cruzar» (en varias formas nominales y verbales) se utiliza más de 30 veces en estos capítulos (en comparación con las 20 veces en el resto de 2 Samuel) para informar de la huida de David de Jerusalén, su cruce del río Jordán y su regreso a Jerusalén. En 2 Samuel 17:16, donde se afirma que David debe cruzar el Jordán (17:16), el verbo «br» se refuerza incluso con un «infinitivo absoluto hebreo» para marcar este momento crítico: «el rey David está a punto de cruzar la frontera de la tierra de Israel». El futuro de David estuvo en duda hasta que se afirmó que Dios había hecho inútiles los buenos consejos de Ahitofel a Absalón (2 Samuel 17:14), concediendo así la oración de David (15:31) y salvando a David de las nuevas acciones de Absalón. Una vez derrotado Absalón, el cruce de David de nuevo sobre el Jordán se hace eco del primer cruce de los israelitas sobre el Jordán bajo el liderazgo de Josué (Josué 1-4):
1. Tanto David como Josué cruzaron el Jordán y llegaron a Gilgal (Josué 4:19; 2 Samuel 19:40).
2. Ambos fueron ayudados por mujeres que escondieron a los buenos espías para salvar la misión: Rahab en Josué 2:1-21 y la mujer de Bajurim en 2 Samuel 17:20.
3. En ambos episodios aparece el Arca de la Alianza, aunque David impidió que el arca saliera de la tierra de Israel (15:25; en referencia a las zonas al oeste del río Jordán).[15]

Aquí el papel de Dios no es tan explícito como durante la travesía de Josué, pero las señales son claras de que Dios estaba con David, al igual que con Josué.

## Joab reprendió a David (19:1-8)
Con su prolongado duelo por Absalón, David antepuso su dolor personal a su responsabilidad hacia sus tropas y partidarios que le habían ayudado a luchar. Joab tomó la iniciativa de reprender a David, advirtiéndole de otra posible rebelión (versículo 7). Las duras palabras de Joab lograron despertar al rey de su depresión y le vieron sentado en su trono viendo pasar a sus tropas.

### Versículo 8
Entonces el rey se levantó y tomó asiento en la puerta.
Y se dijo a todo el pueblo: «He aquí, el rey está sentado en la puerta».
Y todo el pueblo se presentó ante el rey.
Ahora Israel había huido cada uno a su propia casa.
- «Israel»: en comparación con 2 Samuel 18:16-17, esto puede referirse a los partidarios de Absalón (véase también 2 Samuel 18:6-7).[18]
- «Cada uno a su casa»: hebreo: «cada uno a su tienda».[19]

## David restaurado como rey (19:9-33)
«Devolver al rey» a su residencia en Jerusalén era un prestigioso privilegio para los partidarios del rey. A pesar de cierta insatisfacción con la gestión anterior de David, el pueblo de Israel, antiguos partidarios de Absalón, estaba dispuesto a volver a transferir su lealtad al rey, pero el pueblo de Judá, la propia tribu de David, no hacía nada al respecto, tal vez porque la rebelión de Absalón había comenzado en Hebrón, en territorio de Judá. Por lo tanto, David envió a dos sacerdotes, Sadoc y Abiatar (cf. 2 Samuel 15:24-29) desde Jerusalén a los ancianos de Judá con dos mensajes:
1. un recordatorio del origen judaíta de David
2. la intención de David de nombrar a Amasa para reemplazar a Joab como comandante de su ejército.

De acuerdo con los mensajes, los judeítas fueron a Guilgal para vigilar el cruce del río Jordán por parte de David. 
Durante el viaje de regreso de David a Jerusalén hubo tres encuentros que se corresponden con los que tuvo durante su salida de la ciudad (15:9-16:13). 
Su primer encuentro fue con Simei, un benjaminita de la casa de Saúl, que anteriormente maldijo a David (2 Samuel 16:5-13), ahora suplicó al rey que olvidara sus acciones pasadas, incluso añadió que se esforzó por ser el primero de la «casa de José» (refiriéndose a los «norteños», es decir, las tribus de Israel fuera de Judá) en encontrarse con él. David, como era costumbre el día de la coronación, mostró magnanimidad al jurar no matar a Simei, rechazando el consejo de los vengativos hijos de Zeruja de castigarlo (cf. 16:9), e incluso desestimó a Abisai como un «adversario» (en hebreo: «satanás»). A pesar de su juramento, David no olvidó ni perdonó los insultos de Simei, por lo que ordenó a Salomón que se ocupara de Simei después de la muerte de David (1 Reyes 2:8-9).
El segundo encuentro fue con Ziba, que había bajado corriendo al Jordán al mismo tiempo que Simei con un grupo de personas para ayudar a la casa del rey a cruzar. La conversación con Mefiboset (versículos 24-30) se insertó aquí, debido al asunto relacionado con él y Siba; es más probable que ocurriera cerca de Jerusalén, después de la conversación de David con Barzilai en Transjordania. Mefi-Seboet estaba desaliñado cuando acudió a David, intencionadamente para demostrar su dolor por la partida de David, y se declaró inocente, alegando que había sido engañado por Siba (cf. 16:1-4), refiriéndose a David como un «ángel de Dios» (cf. 2 Samuel 14:17, 20) mientras le relataba los favores que David le había hecho anteriormente. David respondió, secamente y al grano, dividiendo los territorios de Saúl entre Ziba y Mefi-boset.
El tercer encuentro fue con Barzilai, que había proporcionado provisiones para el rey y sus tropas (2 Samuel 17:27), y ahora David deseaba recompensarlo dándole un lugar en la corte (versículos 31-40). La vejez de Barzilai ya no le permitía disfrutar de los placeres de la
corte, por lo que solo pidió su hogar y la tumba familiar, mientras entregaba a su sirviente (o «hijo» según algunos manuscritos de la Septuaginta), Chimham, para que acompañara a David. David no olvidaría la amabilidad de Barzilai: lo bendijo (versículos 38b-39) y más tarde lo encomendó a Salomón (1 Reyes 2:26). 
El conflicto entre el norte y el sur en los versículos 41-43 es una continuación de los versículos 8-13, donde las tribus de Israel fuera de Judá estaban pensando en «traer de vuelta al rey» antes que los judaítas, pero luego los judaítas llegaron primero para proteger al rey al cruzar el río Jordán. Las tribus del norte se sintieron excluidas, sobre todo porque la tribu de Judá reclamaba prioridad porque David era su pariente, pero las tribus del norte afirmaban formar la mayor parte de su reino («diez partes» frente a dos) y ser las primeras en mencionar el regreso del rey. Estos versículos, que quedan sin resolver, preparan la revuelta de 2 Samuel 20 y la división final del reino en 1 Reyes 12.

### Comentarios sobre Samuel
- Auld, Graeme (2003). «1 & 2 Samuel».  En James D. G. Dunn and John William Rogerson, ed. Eerdmans Commentary on the Bible. Eerdmans. ISBN 9780802837110.
- Bergen, David T. (1996). 1, 2 Samuel. B&H Publishing Group. ISBN 9780805401073.
- Gordon, Robert P. (1999). I & II Samuel, A Commentary. Zondervan. ISBN 978-0310230229.
- Hertzberg, Hans Wilhelm (1964). I & II Samuel, A Commentary (trans. from German 2nd edition 1960 edición). Westminster John Knox Press. p. 19. ISBN 978-0664223182.
- Tsumura, David Toshio (2007). The First Book of Samuel. Eerdmans. ISBN 9780802823595.

### General
- Breytenbach, Andries (2000). «Who Is Behind The Samuel Narrative?».  En Johannes Cornelis de Moor and H.F. Van Rooy, ed. Past, Present, Future: the Deuteronomistic History and the Prophets. Brill. ISBN 9789004118713.
- Coogan, Michael David (2007).  Coogan, Michael David; Brettler, Marc Zvi; Newsom, Carol Ann et al., eds. The New Oxford Annotated Bible with the Apocryphal/Deuterocanonical Books: New Revised Standard Version, Issue 48 (Augmented 3rd edición). Oxford University Press. ISBN 978-0195288810.
- Fitzmyer, Joseph A. (2008). A Guide to the Dead Sea Scrolls and Related Literature. Grand Rapids, MI: William B. Eerdmans Publishing Company. ISBN 9780802862419.
- Halley, Henry H. (1965). Halley's Bible Handbook: an abbreviated Bible commentary (24th (revised) edición). Zondervan Publishing House. ISBN 0-310-25720-4. (requiere registro).
- Hayes, Christine (2015). Introduction to the Bible. Yale University Press. ISBN 978-0300188271.
- Jones, Gwilym H. (2007). «12. 1 and 2 Samuel».  En Barton, John; Muddiman, John, eds. The Oxford Bible Commentary (first (paperback) edición). Oxford University Press. pp. 196-232. ISBN 978-0199277186. Consultado el 6 de febrero de 2019.
- Klein, R.W. (2003). «Samuel, books of».  En Bromiley, Geoffrey W, ed. The International Standard Bible Encyclopedia. Eerdmans. ISBN 9780802837844.
- Knight, Douglas A (1995). «Chapter 4 Deuteronomy and the Deuteronomists».  En James Luther Mays, David L. Petersen and Kent Harold Richards, ed. Old Testament Interpretation. T&T Clark. p. 62. ISBN 9780567292896.
- Ulrich, Eugene, ed. (2010). The Biblical Qumran Scrolls: Transcriptions and Textual Variants. Brill.
- Würthwein, Ernst (1995). The Text of the Old Testament. Grand Rapids, MI: Wm. B. Eerdmans. ISBN 0-8028-0788-7. Consultado el 26 de enero de 2019.